# Washington Park (Florida)
Washington Park ist ein census-designated place (CDP) im Broward County im US-Bundesstaat Florida. Das U.S. Census Bureau hat bei der Volkszählung 2020 eine Einwohnerzahl von 1.948 ermittelt.

## Geographie
Washington Park grenzt an die Städte Fort Lauderdale und Lauderhill sowie an den CDP Boulevard Gardens.

## Demographische Daten
Laut der Volkszählung 2010 verteilten sich die damaligen 1672 Einwohner auf 624 Haushalte. Die Bevölkerungsdichte lag bei 1520,0 Einw./km². 2,8 % der Bevölkerung bezeichneten sich als Weiße, 94,9 % als Afroamerikaner und 0,4 % als Asian Americans. 0,6 % gaben die Angehörigkeit zu einer anderen Ethnie und 1,3 % zu mehreren Ethnien an. 1,8 % der Bevölkerung bestand aus Hispanics oder Latinos.
Im Jahr 2010 lebten in 40,6 % aller Haushalte Kinder unter 18 Jahren sowie 24,7 % aller Haushalte Personen mit mindestens 65 Jahren. 70,8 % der Haushalte waren Familienhaushalte (bestehend aus verheirateten Paaren mit oder ohne Nachkommen bzw. einem Elternteil mit Nachkomme). Die durchschnittliche Größe eines Haushalts lag bei 3,12 Personen und die durchschnittliche Familiengröße bei 3,71 Personen.
32,0 % der Bevölkerung waren jünger als 20 Jahre, 25,2 % waren 20 bis 39 Jahre alt, 28,4 % waren 40 bis 59 Jahre alt und 13,5 % waren mindestens 60 Jahre alt. Das mittlere Alter betrug 34 Jahre. 48,0 % der Bevölkerung waren männlich und 52,0 % weiblich.
Das durchschnittliche Jahreseinkommen lag bei 38.800 $, dabei lebten 32,3 % der Bevölkerung unter der Armutsgrenze.
Im Jahr 2000 war Englisch die Muttersprache von 97,82 % der Bevölkerung und Spanisch sprachen 2,17 %.

## Verkehr
Der CDP wird von den Florida State Roads 838 und 842 tangiert. Der Flughafen Fort Lauderdale befindet sich etwa 5 km entfernt.